# Моль платяная
Мо́ль платяна́я, или мо́ль ко́мнатная (лат. Tineola bisselliella) — вид чешуекрылых насекомых из семейства настоящих молей (Tineidae). Космополитический вид. Моль населяет дома и является домашним вредителем, гусеницы которого портят ткани, объедая их, и грызут шёлковую обивку мебели. Ущерб изделиям наносят только гусеницы, потому что имаго лишены ротового аппарата грызущего типа. В тёмное ночное время взрослые моли летят к искусственному источнику света.
Согласно некоторым литературным данным, гусеницы комнатной моли питаются также веществами растительного происхождения, а именно зёрнами пшеницы, ячменя, овса, кукурузы, мукой и сухим хлебом, и т. д.

## Распространение
Комнатная моль широко распространена всемирно, хотя Хов и Фриман (1955) отметили, что данный вид не может освоиться в тропической зоне. О космополитическом распространении данного вида свидетельствуют документальные публикации из разных стран, включая Австралию, Канаду, Египет, Европу, Новую Зеландию, Россию, Юго-Восточную Азию, Таиланд, США и Зимбабве. Пелэм-Клинтон (1985) составил карту ареала на Британских островах для данного вида, основываясь главным образом на литературных данных, и отметил, что вид стал более редок, чем ранее.

## Описание

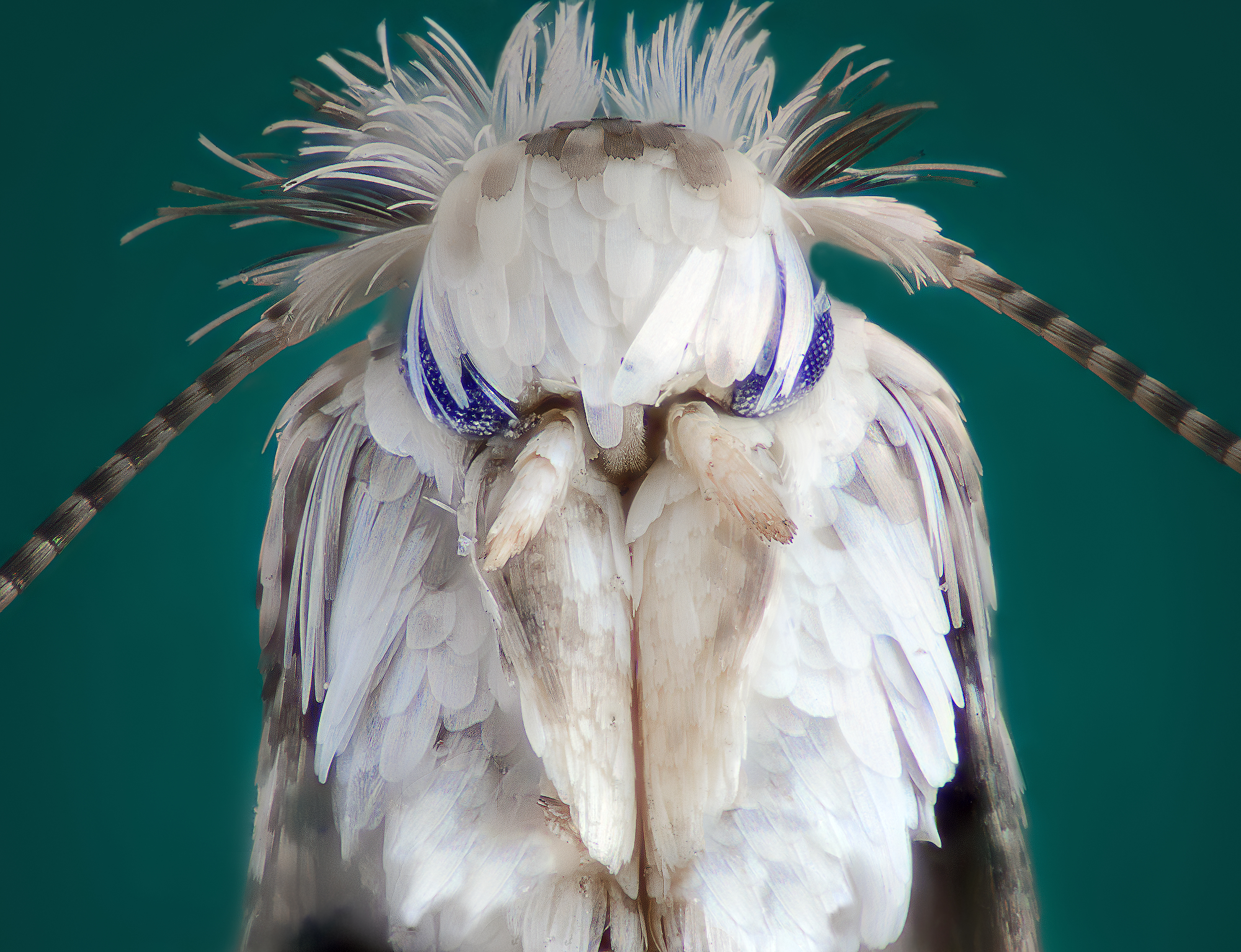
Микрофотография моли платяной

### Имаго
Длина тела взрослых молей варьирует от 5 до 8 мм, размах крыльев — от 9 до 16 мм. Взрослые моли окрашены в бежевый цвет с красновато-золотистыми волосками на голове. Тело покрывают блестящие золотистые щетинки. Крылья узкие, с бахромой из длинных волосков по краям крыльев, без пятен.

### Яйцо
Длина яйца в среднем 0,5 мм и 0,3 мм в широчайшей точке. Только что отложенное яйцо жемчужно-белого цвета, почти цилиндрическое, один конец яйца более остро закруглен, чем второй.

### Гусеница
Только что вылупившиеся из яиц гусеницы белые, полупрозрачные и длиной ~1 мм. Ротовые органы предназначены для кусания пищи и плетения шёлка. Длина тела совершенно развитой гусеницы ~12 мм.

### Куколка
Совершенно развитая гусеница перестаёт питаться и обычно плетёт жёсткий, веретенообразный, шёлковый кокон, в котором она начнёт превращение в куколку. Кокон внутри гладкий, снаружи может быть покрыт гранулами экскрементов и пищевым мусором. Куколки достигают 4—7 мм в длину и 0,8—1,2 мм в ширину. Вес куколок варьирует от 3 до 10 мг. За время развития куколка меняется в цвете: голова меняется от кремово-белого до желтовато-коричневого, грудь с чёрными глазами, а брюшко становится серым.

## Развитие и размножение
Взрослые особи очень активные, способные проникать в узкие щели и летать на внушительные расстояния. Наблюдения за молями показали, что они, не останавливаясь, могут пролетать расстояние до 800 метров. Беременные самки плохо летают. Почти все моли, летающие в жилищах человека, являются самцами, поскольку самки путешествуют перебегая, перепрыгивая или пытаясь спрятаться в складках одежды.
Самка откладывает яйца по одному или по несколько в складки одежды, которая хранится в сыром месте. Кладка яиц продолжается 2—3 недели. Беременные самки в среднем откладывают от 40 до 100 яиц, зарегистрированный максимум отложенных яиц одной самкой — 221. Длительность развития яиц зависит от температуры внешней среды: при температуре +13 °C яйца развиваются 37 дней, при +33 °C — семь дней.
За всю стадию гусеница линяет от 5 до 45 раз, а длительность развития охватывает от 35 дней до 2,5 лет.
Гусеница плетёт шёлковый кокон, в котором будет окукливаться. Куколка развивается 8 дней при жаркой погоде, а при холодной — до 3-4 недель.

## Экология
Некоторые авторы предполагали, что гусеницы комнатной моли могут претерпевать диапаузу при определённых неблагоприятных обстоятельствах, хотя это ни разу не было подтверждено в лабораторных условиях.
В естественной среде гусеницы питаются пыльцой, мехом, шерстью, мёртвыми насекомыми и частичками сухих животных тканей в норах животных. Гусеница сплетает из своего шёлка туннели и «одеяла», под которыми питается, либо внутри сплетённых шёлковых трубок — коконов.

### Естественные враги
Из перепончатокрылых два вида ихневмонид рода Hemiteles (Hemiteles cinctus и Hemiteles bipunctator) и два вида браконид Apanteles carpatus и Meteorus caspitator являются паразитоидами гусениц комнатной моли. Два вида Eulophidae из рода Tetrastichus (Tetrastichus carpatus и Tetrastichus tineinorus) — паразиты гусениц моли. Ряд видов из рода трихограмм размножают в биолабораториях для борьбы с чешуекрылыми вредителями. Так, некоторые компании продают наездников-яйцеедов Trichogramma evanescens, личинки которых паразитируют в яйцах моли.
Одним из наиболее серьёзных и важных хищников гусениц являются хищные личинки двукрылого насекомого вида Scenopinus fenestralis (Scenopinidae).
На гусеницах моли отмечено два вида паразитических клещей: Typhlodromus tineivorus (Phytoseiidae) и Pyemotes ventricosus (Pyemotidae).

## Моль и человек
Данный вид чешуекрылых является серьёзным вредителем в домах человека. Питаются на одежде, коврах, пледах и обивках мебели, а также мехом, шерстью, перьями и разными изделиями, такими как щетина животных, используемая для изготовления зубных щёток, и волокно для пианино. 
В силу того, что личинки платяной моли питаются трупами на последних стадиях разложения, они представляют интерес для судебных энтомологов.